# Estação Pionerskaia (metro de São Petersburgo)
Pionerskaia (em russo:  Пионерская) é uma das estações da linha Moskovsko-Petrogradskaia (Linha 2) do metro de São Petersburgo, na Rússia. Estação «Pionerskaia» está localizada entre as estações «Udelhnaia» (ao norte) e «Tchiornaia Retchka» (ao sul).